# Agualonga
Agualonga é uma povoação portuguesa sede da Freguesia de Agualonga do Município de Paredes de Coura, freguesia com 4,14 km² de área e 263 habitantes (censo de 2021), tendo, por isso, uma densidade populacional de 63,5 hab./km².

## Demografia
A população registada nos censos foi:
| Distribuição da População por Grupos Etários | Distribuição da População por Grupos Etários | Distribuição da População por Grupos Etários | Distribuição da População por Grupos Etários | Distribuição da População por Grupos Etários |
| -------------------------------------------- | -------------------------------------------- | -------------------------------------------- | -------------------------------------------- | -------------------------------------------- |
| Ano                                          | 0-14 Anos                                    | 15-24 Anos                                   | 25-64 Anos                                   | > 65 Anos                                    |
| 2001                                         | 44                                           | 34                                           | 126                                          | 80                                           |
| 2011                                         | 26                                           | 30                                           | 154                                          | 85                                           |
| 2021                                         | 29                                           | 13                                           | 130                                          | 91                                           |